# Un uomo di successo
Un uomo di successo (The Go-Getter) è un racconto dello scrittore inglese P. G. Wodehouse, pubblicato per la prima volta nel 1931 su periodici americani e britannici e in volume nel 1935 nella raccolta di racconti Blandings Castle (Il castello di Blandings).
"Un uomo di successo", sequel del racconto Compagnia per Gertrude, appartiene alla Saga dei Blandings.

## Storia editoriale
Il racconto The Go-Getter (letteralmente: «Persona che non guarda in faccia a nessuno») è stato pubblicato per la prima volta negli Stati Uniti d'America (USA) nel numero di marzo 1931 della rivista Cosmopolitan col titolo "Sales Resistance" e con le illustrazioni di James Montgomery Flagg e successivamente nel Regno Unito (UK), nel numero di agosto 1931 del mensile The Strand Magazine, con le illustrazioni di Treyer Evans. Fu poi raccolto nel volume dal titolo Blandings Castle pubblicato negli USA nel 1935, contenente sei racconti appartenenti alla Saga del Castello dei Blandings.
La raccolta Blandings Castle, contenente il racconto "Un uomo di successo", è stata tradotta due volte in lingua italiana col titolo Il castello di Blandings e pubblicata in volume più volte ad opera di quattro editori: negli anni trenta nella traduzione di Giulia Brugiotti e dagli anni ottanta nella traduzione di Luigi Brioschi.
I sei racconti di Blandings Castle, con l'aggiunta di altri sei non appartenenti alla Saga dei Blandings, furono infine inseriti nella raccolta intitolata Blandings Castle and elsewhere pubblicata nel Regno Unito nel 1936.

## Trama
Freddie Threepwood tenta ancora una volta di persuadere sua zia Georgiana della bontà dei biscotti per cani "Dog-Joy" di Donaldson; arriva persino a mangiare lui stesso uno di questi biscotti. Ma la zia non gli dà retta: è preoccupata perché sua figlia Gertrude si è infatuata di Orlo Watkins, un tenore dolce invitato al castello da Lady Constance. All'inizio Lady Georgiana era avversa al Rev. Bingham, ma la sua contrarietà è svanita dopo aver saputo che l'ecclesiastico è il probabile erede di uno zio armatore navale. Più tardi Freddie si reca da Beefy Bingham per chiedergli in prestito il suo cane Bottles, e scopre che Geltrude ha dato per davvero il benservito a Beefy. 
Anche il successivo tentativo di Freddie di convincere Lady Georgiana della qualità dei suoi biscotti per cani non ha successo. Sebbene all'apparenza robusto e sano grazie ai biscotti di Donaldson, Bottles non reagisce alle provocazioni di Susan, una delle cagnette pechinesi di Lady Georgiana. Più tardi Freddie si reca da Gertrude per spezzare una lancia a favore di Beefy, ma senza successo: il fascino del cantante ha preso il sopravvento.
La sera, mentre tutti coloro che soggiornano a Blandings sono riuniti in salotto, giunge Freddie con Bottles e un sacchetto di topi: ha intenzione di dimostrare l'abilità di un cane allevato a "Dog-Joy" nel catturare i topi. Ma, prima ancora che Freddie liberi i roditori, giunge il maggiordomo Beach, chiamato da Lord Emsworh, e porta via il sacco con i topi. Freddy se ne va deluso, ma Bottles rimane in salotto; quando giunge uno degli airedale di Lady Georgiana e lo aggredisce, Bottles questa volta reagisce e fra i due cani inizia una furiosa lotta. Gli astanti arretrano tranne Orlo Watkins che, con sbalordimento di Gertrude, si rifugia sopra un mobile. Entra però nel salotto Bingham, vede il combattimento e lo interrompe separando i due cani dopo aver afferrato ciascuno di essi per la collottola. L'ardimentoso intervento fa cadere il velo dagli occhi di Gertrude, che corre tra le braccia di Beefy, mentre Watkins se ne va con la coda tra le gambe. Lady Georgiana, impressionata dalla forza e dal coraggio di Bottles, si affretta a ordinare a Freddie due tonnellate di "Dog-Joy" per i propri cani.

## Personaggi
(in ordine di apparizione)
Freddie Threepwoodfiglio cadetto di Lord Emsworth, nipote di Lady Georgiana Alcester e Lady Constance Keeble, cugino di Gertrude, amico di Beefy e genero di Mr. Donaldson, proprietario della fabbrica di biscotti per cani "Dog Joy"
Lady Georgiana Alcestersorella di Lord Emsworth, madre di Gertrude, proprietaria di quattordici cani
Gertrude Alcesterfiglia ventitreenne di Lady Georgiana; fidanzata di Beefy, ma infatuata di Orlo Watkins
Rev. Rupert Bingham (Beefy)parroco di Matchingham, amico di Freddie dai tempi dell'università, atletico ("beefy" vuol dire "nerboruto, muscoloso"), fidanzato di Gertrude, proprietario di Bottles
Orlo Watkinstenore dolce
Bottlescane del rev. Bingham; animale solido, seppur di razza incerta («la questione della sua paternità avrebbe reso perplesso un istituto di ricerche genealogiche»); timido «con un pechinese femmina, non ha però nulla del codardo: un vanto per la parrocchia e per il suo padrone»
Lady Constance Keebleuna delle numerose sorelle di Lord Emsworth, vedova del defunto Joseph Keeble, castellana di Blandings, autoritaria, protettrice di Orlo Watkins
Clarence, Nono Conte di Emsworthproprietario del castello di Blandings, fratello di Lady Georgiana e di Lady Constance, padre di Freddie
Sebastian Beachmaggiordomo a Blandings

## Edizioni
- (EN) The Go-Getter, in Blandings Castle, 1ª ed., New York, Doubleday, Doran & Co, 1935.
- (EN) The Go-Getter, in Blandings Castle and Elsewhere, 1ª ed., London, Herbert Jenkins, 1936.
- (EN) The Go-Getter, in Blandings Castle and Elsewhere, London, Penguin books, 1975,  pp. 97-119, ISBN 014000985X.
- Un uomo di successo, in Il castello di Blandings: romanzo umoristico inglese, traduzione di Giulia Brugiotti, Milano, Bietti, 1936.
- Un uomo di successo, in Il castello di Blandings, collana Coll. BUR ; 481, traduzione di Luigi Brioschi, Milano, Biblioteca universale Rizzoli, 1984,  pp. 109-132, ISBN 88-17-12481-8.
- Un uomo di successo, in Il castello di Blandings, collana Coll. Narratori della fenice, traduzione di Luigi Brioschi, Parma, U. Guanda, 1992, ISBN 88-7746-601-4.
- Un uomo di successo, in Il castello di Blandings, collana Coll. TEAdue ; 315, traduzione di Luigi Brioschi, Milano, TEA, 1995, ISBN 88-7819-876-5.